# Tatjana Arnautowa
Tatjana Arnautowa z domu Jeljanowa (ros. Татьяна Арнаутова (Ельянова), ur. 26 maja 1946) – radziecka lekkoatletka, sprinterka.
Zwyciężyła w sztafecie szwedzkiej 1+2+3+4 okrążenia na europejskich igrzyskach halowych w 1967 w Pradze (sztafeta radziecka biegła w składzie: Wałentyna Bolszowa, Wira Popkowa, Arnautowa i Nadieżda Sieropiegina). Na kolejnych europejskich igrzyskach halowych w 1968 w Madrycie Arnautowa zdobyła brązowy medal w biegu na 400 metrów (wyprzedziły ją tylko jej koleżanka z reprezentacji ZSRR Natalja Pieczonkina i Gisela Köpke z RFN).
Była mistrzynią ZSRR w sztafecie 4 × 100 metrów w 1966 i w sztafecie 4 × 200 metrów w 1967.